# ناأويوكي دايجو
ناأويوكي دايجو (باليابانية: 醍醐直幸؛ بالكانا: だいご なおゆき) هو منافس ألعاب قوى ياباني، ولد في 18 يناير 1981 في طوكيو في اليابان.

## وصلات خارجية
- ناأويوكي دايجو على موقع الاتحاد الدولي لألعاب القوى (الإنجليزية)
- ناأويوكي دايجو على موقع أوليمبيديا (الإنجليزية)